# Corps de garde de Colmar
Pour les articles homonymes, voir Corps de garde (homonymie).
Le corps de garde de Colmar (maison de police) est un monument historique situé à Colmar, dans le département français du Haut-Rhin.

## Localisation
L'édifice est situé au 17 place de la Cathédrale à Colmar.

## Historique
À l'emplacement actuel se trouvait la chapelle Saint-Jacques, dont la première mention date de 1286. En 1308, une partie du cimetière est supprimée et la chapelle devient ossuaire. Il est définitivement supprimé en 1533, à la suite de l'édit impérial interdisant les cimetières dans les agglomérations. Le mur arrière du corps de garde laisse encore apparaitre les arches de cette ancienne chapelle.
Le corps de garde a été élevé en 1575 (maître d'œuvre Beier Melchior). La loggia, élevée entre 1577 et 1582, permettait au Magistrat de prêter serment et de prononcer les condamnations.
Avant de servir d'affectation au logement du corps de garde, ce bâtiment était destiné à servir d'hôtel de ville.
Le passage vers la rue des Marchands servait de marché aux noix et aux oléagineux,.
À noter qu'un passage étroit (autrefois nommé Kragengässlein) situé entre ce bâtiment et la maison adjacente relie la place de la Cathédrale et la rue des Marchands.
Les façades, toitures, escalier et pièces du premier étage formant l'ancienne grande salle décorée font l'objet d'un classement au titre des monuments historiques depuis le 5 juillet 1958.
L'ancienne crypte-ossuaire fait l'objet d'un classement au titre des monuments historiques depuis le 12 décembre 1991.

## Architecture
Il s'agit d'un édifice de style Renaissance rhénane.
Le portail principal possède un entablement reposant sur des colonnes toscanes, ornées de têtes de lions. Son fronton est composé d'entrelacs de volutes encadrant un médaillon à buste.
Le portail de la loggia constitue un joyau de l'architecture de la Renaissance dans le Rhin Supérieur, elle repose sur des colonnes à palmettes et est munie d'un garde-corps orné de motifs de ferrures, d'écus, de rosettes et de têtes.
Le linteau d'une porte en segment d'arc est millésimé MDLXXV (1575). Derrière cette dernière, on trouve un escalier à vis en bois.
La grande salle de l'étage a conservé des décors d'origine, notamment une niche en arc brisé à décor peint et une poutre gravée à la date de 1575.